# Hermann Rosenstein
Hermann Rosenstein (* 7. April 1893 in Wiesbaden; † 10. Februar 1960 in Berlin) war ein deutscher Politiker (CDU).
Hermann Rosenstein besuchte ein Gymnasium und machte das Abitur. Er studierte einige Semester Geschichtswissenschaft und war ab 1914 im Ersten Weltkrieg Soldat. Nach dem Krieg machte er eine kaufmännische Lehre als Bankkaufmann und wurde 1925 selbständiger Kaufmann in Wiesbaden und Berlin. Nach der „Machtergreifung“ der Nationalsozialisten nahm Rosenstein ab 1933 an der Widerstandsgruppe „Stille Front“ teil.
Nach dem Zweiten Weltkrieg trat Rosenstein 1945 der CDU bei. Bei der ersten Berliner Wahl 1946 wurde er in die Bezirksverordnetenversammlung im Bezirk Charlottenburg gewählt. Bei der Wahl 1950 wurde er in das Abgeordnetenhaus von Berlin gewählt, dem er bis zu seinem Tod angehörte.
Von 1953 bis 1959 war Rosenstein Vorsitzender der CDU Charlottenburg.